# Agama armata
Agama armata là một loài thằn lằn trong họ Agamidae. Loài này được Peters mô tả khoa học đầu tiên năm 1855.

## Hình ảnh

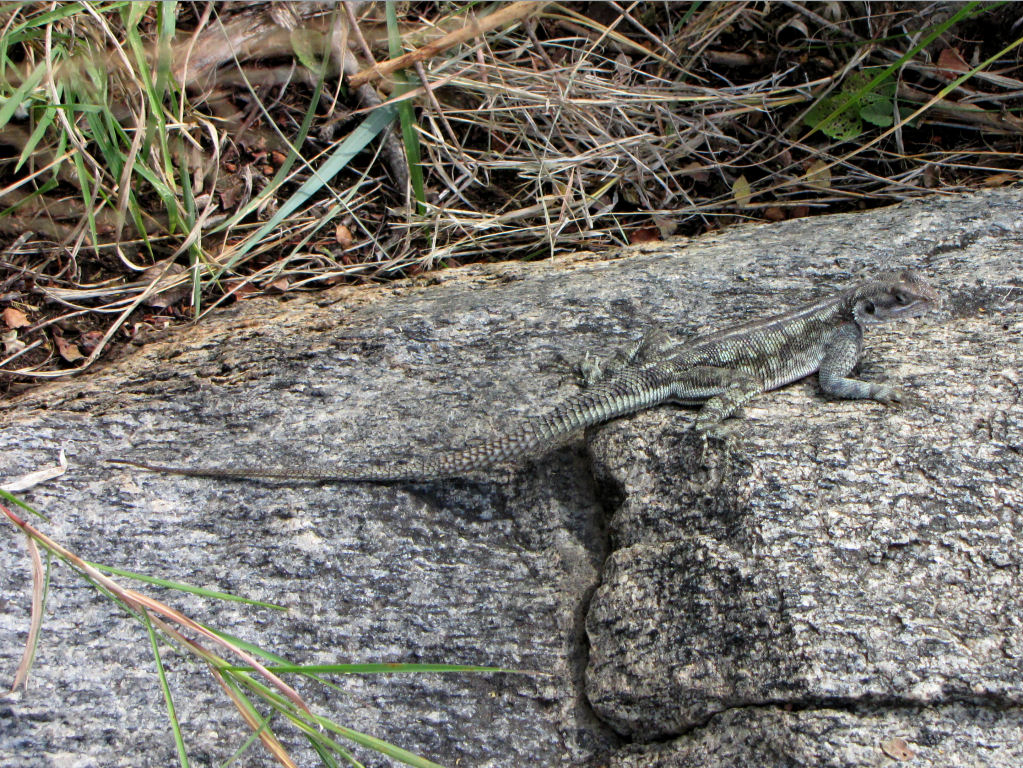